# Plougoulm
Plougoulm (tiếng Breton: Plougouloum) là một xã của tỉnh Finistère, thuộc vùng Bretagne, miền tây bắc Pháp.

## Dân số
Người dân ở Plougoulm được gọi là Plougoulmois.